# Telefono viola
Il Telefono viola è un'associazione che nasce a Roma nel 1991, e fornisce strumenti culturali su come potersi difendere da eventuali abusi nei trattamenti sanitari psichiatrici, e dà informazioni sugli psicofarmaci somministrati e sugli effetti collaterali di questi. Alessio Coppola, dopo l'incontro con lo psicanalista Giorgio Antonucci (attivo per un approccio con gli utenti degli ospedali psichiatrici privo di metodi coercitivi), fonda a Roma il primo Telefono viola. In seguito esso trova nuove sedi in alcune delle principali città italiane.

## Attività
Il Telefono viola opera nella direzione del contrastare gli abusi che le persone possono subire dal trattamento psichiatrico, e per la difesa e la tutela dei diritti, dell'integrità, della dignità e della libertà della persona. Dispone di un centro di ascolto telefonico per le persone psichiatrizzate, e porta avanti un discorso di libera scelta delle persone sugli eventuali trattamenti da effettuarsi su di loro, un discorso quindi di emancipazione dalla psichiatria costrittiva. Nel raccogliere le denunce dei pazienti sono proposti anche consigli per cercare un aiuto  nell'assistenza legale.
Giorgio Antonucci e Alessio Coppola nel 1995 hanno pubblicato il libro Il Telefono Viola (Edizione Eleuthera, Milano), che tratta dei problemi degli interventi autoritari in psichiatria.